# 10分間カット

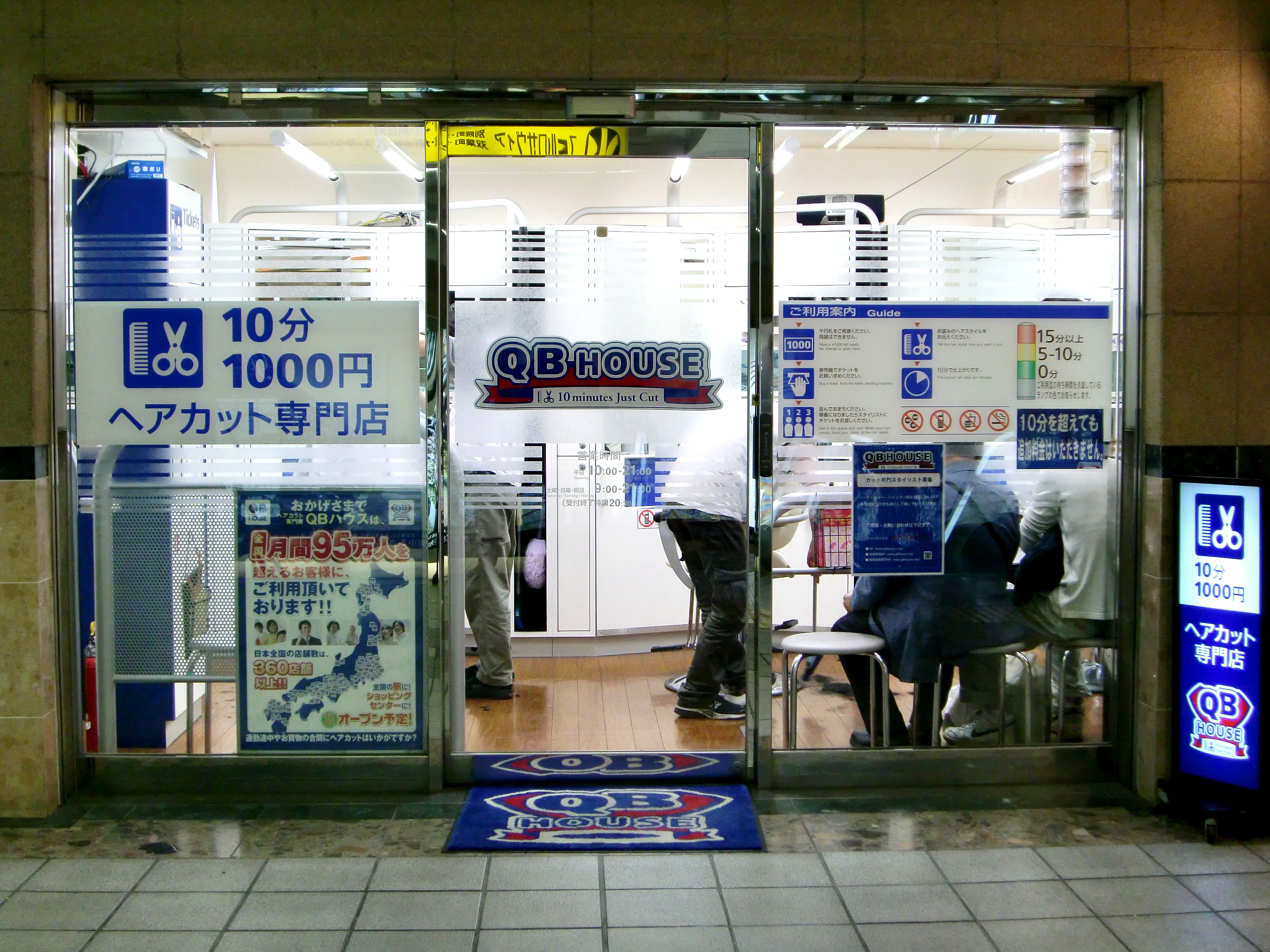
10分カットを謳う店舗（QBハウス阪急茨木市駅店、2009年）

10分間カット（10ぷんかんカット）は、1990年代後半から日本で登場した理容室・美容室の業態。10分カットともいう。格安ヘアカット専門店として営業し、料金を1000円台に設定する店が多いことから1000円カットとも呼ばれる。

## 概要
10分間程度でヘアカットのみを行い、切った髪は洗髪せず掃除機で吸い取り終了する。美容室業態の店舗ではドライヤーで切った髪を吹き飛ばす。シャンプー・ブロー、スタイリングなどは省略されるが、オプション料金を支払うことで追加メニューとして実施する店舗もある。洗髪スペースを設けて散髪後にセルフサービスでシャンプーやスタイリングを行えるようにしている店舗や、自動洗髪機を導入している店舗もある。
料金支払いには自動券売機を導入し、番号札を発券して客を待たせるようにするなど、理美容師がカット作業に専念できるよう工夫されている。またコスト削減のため電子マネー決済を導入したり、釣り銭や両替金を用意していない店舗も存在する。
簡易な設備と比較的安い人件費で済むことから多くの参入があり、近年は価格競争が激化している。10分間のうち実際にカットする時間は6 - 7分程度で、カットプロセスを簡略化・パターン化することにより技術者の修練期間も短縮している。大規模なチェーン店では従業員の動きがマニュアル化されている。
設備を簡略化しているため狭小な敷地でも出店が可能であり、急ぎの客が多い駅前や駅ナカ、買い物の合間に利用できるショッピングセンターなど、理美容室としては立地条件の良い場所に出店する場合が多い。
なお、日本国内では法律等の規制により実現されていないが、海外では1坪程度のスペースに1席分の設備を備え、非営業時には椅子や鏡台を折り畳んで格納できる「シェル型」としての出店もあり、日本よりもさらに小規模で出店することも可能である。

## 運営企業
- キュービーネット - 理容室「QBハウス」などを運営。当業態では日本国内最大手[1]。本社：東京都渋谷区[2]。
- サンキューカット - 理容室「サンキューカット」を運営[1]。本社：熊本市[3]。
- 株式会社エム・ワイ・ケー - 美容室「11cut（イレブンカット）」を運営。本社：神奈川県藤沢市（藤沢ルミネ8階）[4]。カット時間最短で10分以内で料金は1,520円（税別）[4]。カット以外にパーマ、ヘアカラーも行う。
- 株式会社アヴァンティ - 「ヘアカット専門店 アヴァンティ」を運営。本社：東京都新宿区[5]。